# 大伴久米主
大伴 久米主（おおとも の くめぬし）は、平安時代初期の貴族。大和守・大伴稲公の孫で、左兵衛督・大伴千里の子とする系図がある。官位は従四位下・民部少輔。勲等は勲七等。

## 経歴
前半生については記録が残っておらず動静は不明だが、勲七等の叙勲を受けていることから、延暦20年（801年）から延暦22年（803年）にかけて行われた征夷大将軍・坂上田村麻呂らによる蝦夷征討に従軍したか。延暦23年（804年）主税頭、延暦25年（806年）民部少輔と桓武朝末にかけて京官を歴任する。
平城朝以降、大同3年（808年）正五位下、大同5年（810年）従四位下と急速に昇進を果たしている。
大同5年（810年）4月30日卒去。享年61。最終位階は従四位下。

## 官歴
『日本後紀』による。
- 時期不詳：従五位下
- 延暦23年（804年） 2月18日：主税頭
- 延暦25年（806年） 2月16日：民部少輔
- 時期不詳：従五位上
- 大同3年（808年） 正月25日：正五位下
- 大同5年（810年） 正月7日：従四位下。4月30日：卒去

## 系譜
- 父：大伴千里[1]
- 母：不詳
- 生母不明の子女
  - 男子：伴竜男[1]